# 洛欽瓦爾國家公園
洛欽瓦爾國家公園（Lochinvar National Park）是非洲中部國家贊比亞的國家公園，位於該國首都盧薩卡以西的卡福埃河南岸，佔地428平方公里，野生動物包括水牛、角馬、斑馬、驢羚和鳥類。
此國家公園含跨了兩個贊比亞的生態區：南邊的贊比齊河莫帕尼豆樹木林、以及整個園區內大部分的贊比齊河氾濫草原。園區北界為卡福埃河，南邊則是滿佈樹林的山丘。與藍湖國家公園隔著卡福埃河對望，兩著極為相似。
洛欽瓦爾國家公園過去曾是一座牧場，1972年被劃定為國家公園，以園內的卡夫埃驢羚及400多種的鳥類著稱，尚有其他羚羊如斑紋角馬、扭角林羚以及侏羚等。由於早年牧場經營人士捕殺了大型動物，因此這些羚羊以及鳥類的生活環境較沒有大型掠食者的威脅。
國家公園南部延伸的樹林地位處氾濫區以外，以白相思樹及風車藤等喬木為主要樹種，動物群組成有扭角林羚、狒狒、非洲野豬與下體為淺藍色的綠猴等。
15°40′S 27°15′E / 15.667°S 27.250°E